# Eljero Elia
Eljero Elia, född 13 februari 1987, är en nederländsk före detta professionell fotbollsspelare som senast spelade för ADO Den Haag.

## Klubbkarriär
Elia gjorde sin professionella debut med ADO Den Haag 2004. Han spelade 59 ligamatcher och gjorde 6 ligamål för klubben innan han värvades av Twente 2007. Efter säsongen 2008–2009 fick Elia ta emot Johan Cruijff Prijs som Nederländernas mest talangfulla spelare. Den 5 juli 2009 offentliggjordes det att Hamburg hade betalat 9 miljoner euro för Elia och skrivit ett femårskontrakt med spelaren. 8 augusti 2009 gjorde han debut som inhoppare i Bundesliga-premiären. I mars 2010 råkade Elia ut för en infektion efter att ha tatuerat sig, och efter det förbjöd lokalkonkurrenten Werder Bremen sina spelare att tatuera sig. Under sin första säsong i Hamburg spelade Elia 23 ligamatcher och gjorde 6 mål. Totalt i klubben blev det 66 ligamatcher och 4 mål.
31 augusti 2011 skrev Elia på ett 4-årskontrakt med Juventus som fick betala 81 miljoner för honom.
Den 19 augusti 2020 återvände Elia till Nederländerna och skrev på ett tvåårskontrakt med Utrecht. Efter säsongen 2020/2021 kom Elia och klubben överens om att bryta kontraktet. Den 18 november 2021 återvände Elia till ADO Den Haag, där han skrev på ett kontrakt över resten av säsongen.

## Landslagskarriär
Mellan 2006 och 2008 spelade Elia tre matcher för Nederländernas U21-landslag och han debuterade i det nederländska seniorlandslaget i september 2009. När landslagets tränare Bert van Marwijk tog ut truppen till VM 2010 fanns Elia med i truppen.